# Jövőnk szuperkontinense
A szuperkontinens a jövőben egy feltételezett kontinens, ami a jelenlegi kontinensek összekapcsolódásából jönne létre az elsősorban modellezésekre alapuló hipotézisek szerint.

## Szuperkontinensek és a rájuk vonatkozó elméletek
A manapság legáltalánosabban elfogadott geodinamikai modell, a lemeztektonikai elmélet és az ezt alátámasztó óriási mennyiségű földtani-geofizikai megfigyelés alapján azt állíthatjuk, hogy Föld fejlődéstörténetében többször is megtörtént az, hogy a bolygó összes kontinense egybeolvadt, és így létrehoztak egy szuperkontinenst. A szuperkontinens a keletkezésétől a feldarabolódásáig az egyetlen kontinens a Földön. Jelenlegi ismereteink szerint a szuperkontinensek 500-700 millió évenként, bizonyos mértékig ciklikus módon keletkeznek. Nem tudjuk, pontosan hány szuperkontinens létezett eddig – valószínű, hogy több is – azonban ennek modellezése éppen azért nehéz, mert a bizonyítékok jelentős részét maga a lemeztektonika semmisíti meg vagy alakítja át annyira, hogy nehéz a megfigyeléseket ebben az értelemben kiértékelni.
Ennek a geodinamikai ciklust feltételező modellnek a jóslata, hogy földtörténeti skálán nem túl hosszú idő múlva egy újabb szuperkontinens jöhet létre, amit az ezzel foglalkozó szakirodalom Amasia, Novopangea vagy Pangea Proxima néven említ.

## Szuperkontinens a jövőben
A legrégibb szuperkontinens, aminek egykori létét a mai modelljeink alapján feltételezzük a Rodinia. Kb. 1,1 milliárd évvel ezelőtt tömörült össze több kontinensből, és 250 millió év után feldarabolódott. Mivel a legutóbbi szuperkontinens, a Pangea körülbelül 300 millió éve állt össze és 100 millió évvel ezelőtt kezdett feldarabolódni, jelenleg nagyjából egy szuperkontinens keletkezési ciklusának kb. a felénél járunk. A modell támogatói feltételezik tehát, hogy úgy 250-300 millió év múlva Földünkön valószínűleg[forrás?] egyetlenegy óriási szuperkontinens lesz, amelyet egy világóceán, valószínűleg jórészt a mai Csendes-óceánnal rokonítható, de valószínűsíthetően legalább részben újonnan létrejövő óceáni medence vesz majd körül.[forrás?]
A jelenlegi lemezmozgások azt mutatják, hogy a Csendes-óceán medencéjét alkotó kőzetlemezek alábuknak, ezzel elemésztődnek, az Atlanti-medence pedig kitágul, vagyis előbb-utóbb Kelet-Ázsia és Nyugat-Amerika összeütközik a közben létrejött kisebb köztes terrénekkel együtt. Afrika északnak, vagyis Európának tart, Ausztrália pedig útban van Délkelet-Ázsia felé. A kőzetlemezek változó mértékben, tipikusan évente több centiméterrel mozdulnak el egymáshoz képest.
E mozgásirányok és a jelenleg mért sebességek alapján az utóbbi egy-két évtizedben több kutató is megalkotta a saját változatát a jövőbeli szuperkontinensre, amelyet a szakmában Amasiának (Amerika és Ázsia nevéből származtatva) vagy Novopangeának neveztek el. Az előbbi elmélet Chris Hartnady dél-afrikai, utóbbi Roy Livermore brit kutató nevéhez fűződik. A két hipotézis abban tér el egymástól, hogy az előbbi szerint az Antarktisz marad a helyén, a másik szerint viszont az is "felúszik" északra. Jelenleg nincs aktív törészóna a déli kontinens körül, de ez nem jelenti azt, hogy ilyen tektonikai képződmény a jövőben ne alakulhatna ki.[forrás?]
Merőben eltérő viszont Christopher Scotese (Texasi Egyetem) elképzelése, aki hosszan kutatta a kontinensek múltbeli elhelyezkedését, és ebből próbálja kivetíteni elénk a jövőt. Úgy véli, a következő 50 millió évben Afrika északnak nyomulva eltünteti a Földközi-tengert, és Európával ütközve egy a Himalájához hasonló magashegységet gyűr fel Európa déli peremén, az északnak haladó Ausztrália pedig Borneóval együtt Dél-Kínához forr. Úgy 200 millió év múlva szerinte megáll az Atlanti-óceán terjeszkedése, ehelyett alábukási zóna keletkezik Amerika keleti partvidékén, az Atlanti-medence bezárul, és Észak-Amerika összeforr a már egyesült európai-afrikai kontinentális kéreggel. Az így létrejövő szuperkontinenst Pangea Proximának nevezte el.[forrás?]
Természetesen senki sem képes jelenleg bizonyítani, hogy melyik kutató elképzelése válik majd valóra a jövőben, de abban a kérdéssel foglalkozó kutatók zöme egyetért, hogy egy új szuperkontinens a jövőben ismét kialakul. Annál érdekesebb annak előrevetítése, milyen körülmények fognak majd uralkodni a majdani "össz-Földön". Erre vonatkozólag lehetséges geomorfológiai és klímamodelleket felállítani, melyhez részben a korábbi szuperkontinensek környezeti viszonyait vehetjük alapul. (A konkrét szélességi elhelyezkedése ugyanakkor érdemben befolyásolhatja a tényleges környezeti viszonyokat.)[forrás?]
Azt elég jól tudjuk az üledékekből és őslénytani adatokból, milyen lehetett a világ 250 millió éve, a Pangea korában. Mindenekelőtt szélsőségek jellemezték: trópusi vidékein a hőmérséklet meghaladta a 40 Celsius-fokot, míg a közepes földrajzi szélességeken a forró nyarakat zord telek váltották, sok hóval. Nyári olvadáskor valószínűleg hatalmas áradások formálták a felszínt.[forrás?] A szuperkontinens belseje nyilván rendkívül száraz volt, hiszen a csapadékot hozó szelek nem hatolhattak olyan nagy távolságokra, viszont a szárazföld és a tenger közti tetemes hőmérséklet-különbség miatt igen erős lehetett a monszunhatás. Ilyen körülmények között a Pangeának csak csekély része nyújtott barátságos körülményeket az élet számára.[forrás?] A szárazföld más, egy tömbként való elhelyezkedése természetesen a maitól teljesen eltérő tengeráramlási rendszert alakított ki. A tengervíz vertikálisan rétegzetté válik, és néhány száz méteres mélységtől lefelé erősen oxigénhiányos.[forrás?]